# 索基爾 (羅日謝區)
51°2′48″N 25°20′21″E / 51.04667°N 25.33917°E

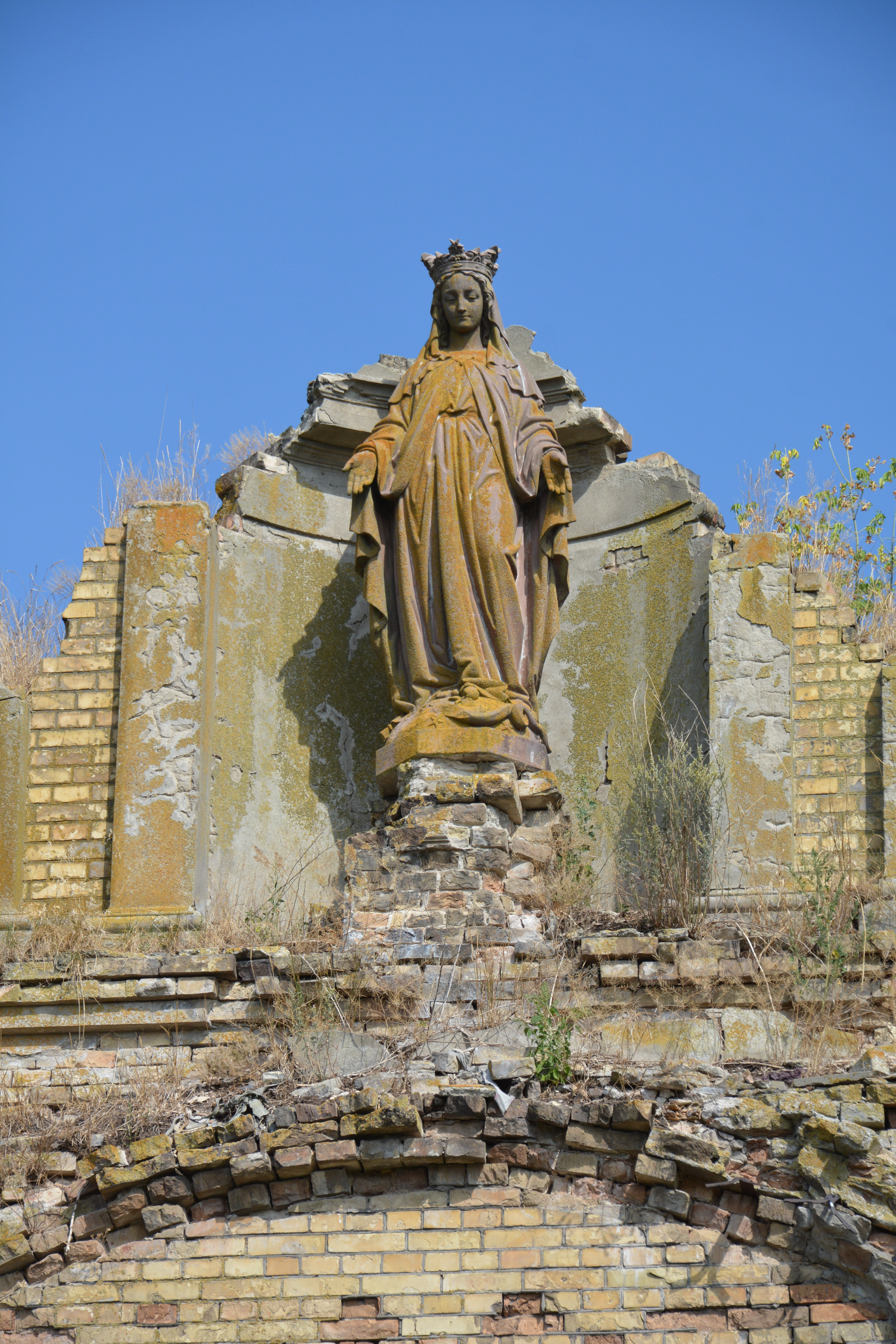

索基爾（烏克蘭語：Сокіл），是烏克蘭的村落，位於該國西部沃倫州，由盧茨克區負責管轄，始建於1224年，面積4.02平方公里，海拔高度174米，2001年人口797，人口密度每平方公里198.26人。